# 旱头岭墓葬遗址
旱头岭墓葬遗址，位于中国广东省韶关市始兴县沈所镇，为始兴县的一个县级文物保护单位，类型为古墓葬，公布时间为1990年7月13日。
旱头岭墓葬遗址的历史年代为春秋战国－西汉。